# 森實陽三
森實 陽三（もりざね はるかず）は、日本のテレビプロデューサー。AXON取締役副社長執行役員。

## 人物
1991年日本テレビに入社。元々は吉田真チーフプロデューサーの下でバラエティ番組や音楽番組を担当。2004年6月に一度制作から離れたが、2005年12月に制作に復帰し梅原幹チーフプロデューサーの担当する番組に携わっていた。2008年7月1日付で上司の梅原が制作局（現在のバラエティー局）局次長（現在は熊本県民テレビ取締役←以前は、社長←KKT専務取締役・編成局長←情報カルチャー局長←BS日テレ常務取締役←報道局業務管理担当局次長←編成局次長兼編成戦略センター長）に栄転となったのと同時に制作局CCに昇格。
2010年CPに昇格と同時に大野彰作チーフプロデューサーが担当していた一部の番組を引き継ぐ。
2011年1月1日付で編成局編成戦略センター企画担当部長兼同部チーフプロデューサー。担当していた番組は、鈴木雅人チーフプロデューサーが引き継ぐ。
2011年7月1日付で編成局編成企画班チーフプロデューサー。
2013年12月1日付で制作局担当部長兼統轄プロデューサー。主に福田博之チーフプロデューサーの下で担当。担当していた番組は、福士睦
(現：情報・制作局次長、元：編成局編成部担当部長、編成部長、制作局担当部長兼ドラマ担当CP、情報・制作局担当局次長兼ストックコンテンツセンター長)が引き継ぐ。
2014年6月1日付で制作局担当部長兼チーフプロデューサー。福田博之、安岡喜郎両チーフプロデューサーが担当していた一部の番組を引き継ぐ。
2014年12月1日付で藤井淳チーフプロデューサーが担当していた一部の番組を引き継ぐ。
2015年6月1日付で加藤幸二郎チーフプロデューサーが担当していた一部の番組を引き継ぐ。
2016年6月1日付で道坂忠久チーフプロデューサーが担当していた一部の番組を引き継ぐ。「読響-」のみ遠藤正累チーフプロデューサーが引き継ぐ。
2018年6月1日付で情報・制作局担当局次長兼バラエティーセンター長に就任。担当していた番組は伊東修、横田崇、東井文太チーフプロデューサーが引き継ぐ。
2019年5月1日付で東井文太チーフプロデューサーが担当していた一部の番組を再引継ぎした。
2019年6月1日の組織改正でバラエティーセンターが廃止となり、兼務を外れる。
2020年10月1日付で情報・制作局次長に就任。担当していた番組は倉田忠明チーフプロデューサーが引き継ぐ。
2021年6月1日付で日本テレビホールディングス編成戦略局長・日本テレビ編成局長に就任。
2022年6月1日付で組織改正し、日本テレビコンテンツ戦略局長に就任。
2023年6月1日付で組織改正し、日本テレビホールディングスコンテンツ戦略局長に就任。
2024年6月1日付で執行役員に昇進し、日本テレビコンテンツ制作局長に就任。日本テレビホールディングス・日本テレビコンテンツ戦略局長の後任は田中宏史。
2025年6月1日付でコンテンツ制作局長を横田崇に引き継ぎ、現職。

## 現在の担当番組
スペシャル番組
- いろもん極
- その時チャンスは舞い降りた
- 内村カメラ
- 世界で笑いと驚きが起きた瞬間200連発!?
- 24時間テレビ 「愛は地球を救う」（1992年〜1994年武道館FD、1997年コーナーP、1998年〜2000年武道館D、2002年・2003年演出、2008年総合プロデューサー、2017年〜2023年制作、2024年制作指揮）
- ビートたけし&東野幸治「1億2000万人の叫び!こんな世の中はイヤだ!」

## 過去の担当番組
ディレクター
- 新装開店!SHOW by ショーバイ!!
- マジカル頭脳パワー!!
- 投稿!特ホウ王国

プロデューサー
- 速報!歌の大辞テン
- 週刊ストーリーランド
- マスクマン!
- ワカチュキ
- 1億3000万人が選ぶ!ベストアーティスト
- 輝け!2005年お笑いネタのグランプリ
- 未来予報2011→未来予報201X
- 検索@ベストアンサー!!

総合プロデューサー
- 大笑点

チーフクリエイター
- カートゥンKAT-TUN
- 走魂
- ハマる!動画ネタ天国

編成企画
- 桜からの手紙 〜AKB48 それぞれの卒業物語〜

統轄プロデューサー
- AKBINGO!
- SKE48のエビフライデーナイト
- NOGIBINGO!2
- アイドルの穴2014〜日テレジェニックを探せ!〜
- てんとうむChu!の世界をムチューにさせます宣言!

チーフプロデューサー
- おとなの学力検定スペシャル小学校教科書クイズ!
- お笑いさぁ〜ん
- シンガタ
- 天才!志村どうぶつ園
- 新型学問 はまる!ツボ学
- しか〜も!!
- 数学♥女子学園
- 私立バカレア高校
- スプラウト
- 新進気鋭
- のどじまん ザ!ワールド（第3回まで）
- 極上グルメと得する食知識 いただきます!
- Piece
- GJ部
- 心療中-in the Room-
- 世界最強の勇者たち（第8回から第11回まで）
- BAD BOYS J
- 仮面ティーチャー
- 帰宅部活動記録
- 忍24時
- ネリさまぁ〜ず
  - SECOND SEASON
- おしゃれイズム
- 世界まる見え!テレビ特捜部
- 踊る!さんま御殿!!
- 誰だって波瀾爆笑
- 1億人の大質問!?笑ってコラえて!
- ナカイの窓
- ぐるぐるナインティナイン
- ダウンタウンのガキの使いやあらへんで!
- 読響シンフォニックライブ（月1回・水曜深夜）
- さんま&SMAP!美女と野獣のクリスマススペシャル（2008年〜2010年、2014年）
- ミヤブレ!ジョーカー
- 世界!極限アーティストBEST20
- さまぁ〜ずのちょっとだけ変えてみよう!
- 欽ちゃん&香取慎吾の全日本仮装大賞
- さんま&岡村祭り オトコってバカねSP（2016年8月9日放送）
- 鬼問〜怒れるこどものモンスタークエスチョン〜（2016年9月28日放送）
- 人気芸人50人大集合!大忘年会2016（2016年12月14日放送）
- インテリが知らない世界のおバカ疑問（2017年4月16日・8月26日・2018年2月9日放送）
- ○○の変（2017年7月8日〜7月29日放送）
- 女芸人No.1決定戦 THE W（2017年12月11日放送）
- さんま岡村祭日本の長さんの悩み聞きます!（2018年1月26日放送）

制作
- 金曜スーパープライム
- 49
- 裁判長っ!おなか空きました!
- 声優戦隊ボイストーム7
- てさぐれ!部活もの
- エンタの神様（プロデューサー⇒一時離脱⇒チーフクリエイター⇒一時離脱⇒チーフプロデューサー⇒制作）

統轄チーフプロデューサー
- 日テレ系音楽の祭典 ベストアーティスト
- 日本アカデミー賞授賞式